# Zero Freitas
José Roberto Alves Freitas, conhecido como Zero Freitas (c. 1955), é um empresário brasileiro que ganhou notoriedade em 2014 após o jornal New York Times fazer uma reportagem em que se afirma que ele é dono do maior acervo de LPs do mundo. Zero chamou a atenção do jornal após adquirir, de uma vez só, um milhão de unidades de um ex-lojista dos Estados Unidos.
Segundo o jornal norte-americano, Freitas compra discos compulsivamente desde 1964, quando adquiriu o primeiro, “Roberto Carlos Canta para a Juventude”. Ele contou ao jornal que não sabe como nem por que a sua discofilia começou: “Passei 40 anos na terapia tentando explicar isso para mim mesmo”, resumiu.
Desde que apareceu no “New York Times”, Zero tem recebido doações, como a da Biblioteca Nacional da França, que doou de uma só vez cinco mil discos para sua coleção, e até de artistas famosos, como Keith Richards e David Bowie, por exemplo.

## Armazenamento
Os mais de sete milhões de discos do empresário ficam armazenados em três lugares: na sua casa ficam aproximadamente cem mil discos que garimpou em sua vida, pelas ruas e em lojas, e que são seus preferidos. Em um galpão da Vila Leopoldina, na zona oeste da capital de São Paulo, que também é um estúdio, estão 500 mil vinis. Há ainda um outro espaço, em que ficam os lotes que chegam pelo correio ou as últimas aquisições, ainda embaladas da mesma maneira que vieram.

## Raridades
Entre as raridades já catalogadas de sua coleção encontra-se uma edição autografada de "Piano Concerto", lançado em 1949 por Heitor Villa-Lobos, e ainda um álbum da cantora de jazz Ella Fitzgerald também autografado.
Há também algumas curiosidades, como o álbum "Outra Luz", de 1990, de quando Zélia Duncan ainda assinava profissionalmente como Zélia Cristina.

## Projetos
Zero pretende criar um espaço público para recuperar a música brasileira. Seu projeto é catalogar todos os discos e depois disponibilizar a lista para todas as pessoas. Segundo o próprio, a ideia não é criar uma biblioteca de empréstimo de discos físicos, mas ter tudo disponível para quem precisar gravar a trilha de um filme ou de um comercial, por exemplo, ou para os próprios artistas que não tenham todo o seu material.
Um outro projeto de Freitas é o chamado "Emporium Musical", um futuro site que ele pretende abrir para a comercialização de algumas cópias repetidas de seu acervo. Na página, Zero também vai disponibilizar um serviço de digitalização gratuita por demanda, como forma de auxiliar a perpetuar alguns discos raros.